# Lupita Lara
Lupita Lara  (Mexikóváros, Mexikó, 1950. december 6. –) mexikói színésznő.

## Élete és pályafutása
1950. december 6-án született Mexikóvárosban. 
Színészi karrierjét 5 évesen kezdte. 1978-ban a Mi secretaria című sorozatban szerepelt. Olyan telenovellákban játszott, mint a La fiera, De frente al sol, Soñadoras – Szerelmes álmodozók, El noveno mandamiento, La otra, Hajrá skacok, Mujer de madera és Amar sin límites.

## Filmográfia

### Telenovellák
- A Macska (La gata) (2014) .... Eugenia Castañeda de Elizalde
- Por siempre mi amor (2013) .... Gisela
- Menekülés a szerelembe (Un refugio para el amor) (2012) .... Chuy
- Amorcito corazón (2011-2012)
- Amar sin límites (2006) .... Madre María
- Mundo de fieras (2006) .... Simona
- Alborada (2005) .... Rosario
- Mujer de madera (2004) .... Lucía Ruiz
- Bajo la misma piel (2003) .... Rebeca de Barraza
- Hajrá skacok (¡Vivan los niños!) (2002) .... Cayetana Rubio
- La otra (2002) .... Matilde de Portugal
- El noveno mandamiento (2001) .... Elena Villanueva
- Carita de ángel (2000) .... Magdalena
- Soñadoras – Szerelmes álmodozók (Sñadoras) (1998) .... Viviana de la Peña
- La paloma (1995) .... Toña
- Más allá del puente (1994) .... Úrsula
- De frente al Sol (1992) .... Úrsula
- Amor de nadie (1990) .... Amalia
- La fiera (1983) .... Elena Martínez Bustamante #1
- Al Salir el Sol (1980) .... Beatriz
- Donde termina el camino (1978)
- Rina (1977) .... Margarita
- Los bandidos del río frío (1976) .... Amparo
- Barata de primavera (1975) .... Gabriela Cortés
- Mi rival (1973)... Elenita
- Los que ayudan a Dios (1973) .... Millie
- Nosotros los pobres (1973)
- Cristo negro (1970) .... Carmen
- El mariachi (1970)
- Cadenas de angustia (1969)
- Rosario (1969)
- Una plegaria en el camino (1969)
- Cruz de amor (1968) .... Marisol Aguirre/Claudia
- Fallaste corazón (1968) .... Leticia
- Juventud divino tesoro (1968)
- Amor sublime (1967)
- Obsesión (1967)
- Rocámbole (1967)
- El cuarto mandamiento (1967)
- No quiero lágrimas (1967)
- Marina Lavalle (1965)
- El secreto (1963)

### Sorozatok
- Hermanos y detectives (2009) .... Esther
- La rosa de Guadalupe (2008) .... Adela (epizód "Tacos de canasta")
- Mujer, casos de la vida real (1997 - 2006)
- Tu historia de amor (2003) .... Chole
- ¿Qué nos pasa? (1998)
- Al salir el sol (1980)
- Mi secretaria (1978 - 1986) .... Lupita
- Yo fui testigo
- Biberolandia
- Bombonsico

### Filmek
- Infamia (1991)
- Oficio de tinieblas (1981)
- La mafia amarilla (1975)
- Canción de Navidad (1974) .... Estela
- Morirás con el sol (motociclistas suicidas) (1973) .... Mili
- El quelite (1970) .... Lucha testvére